# Reformierte Kirche Fuldera

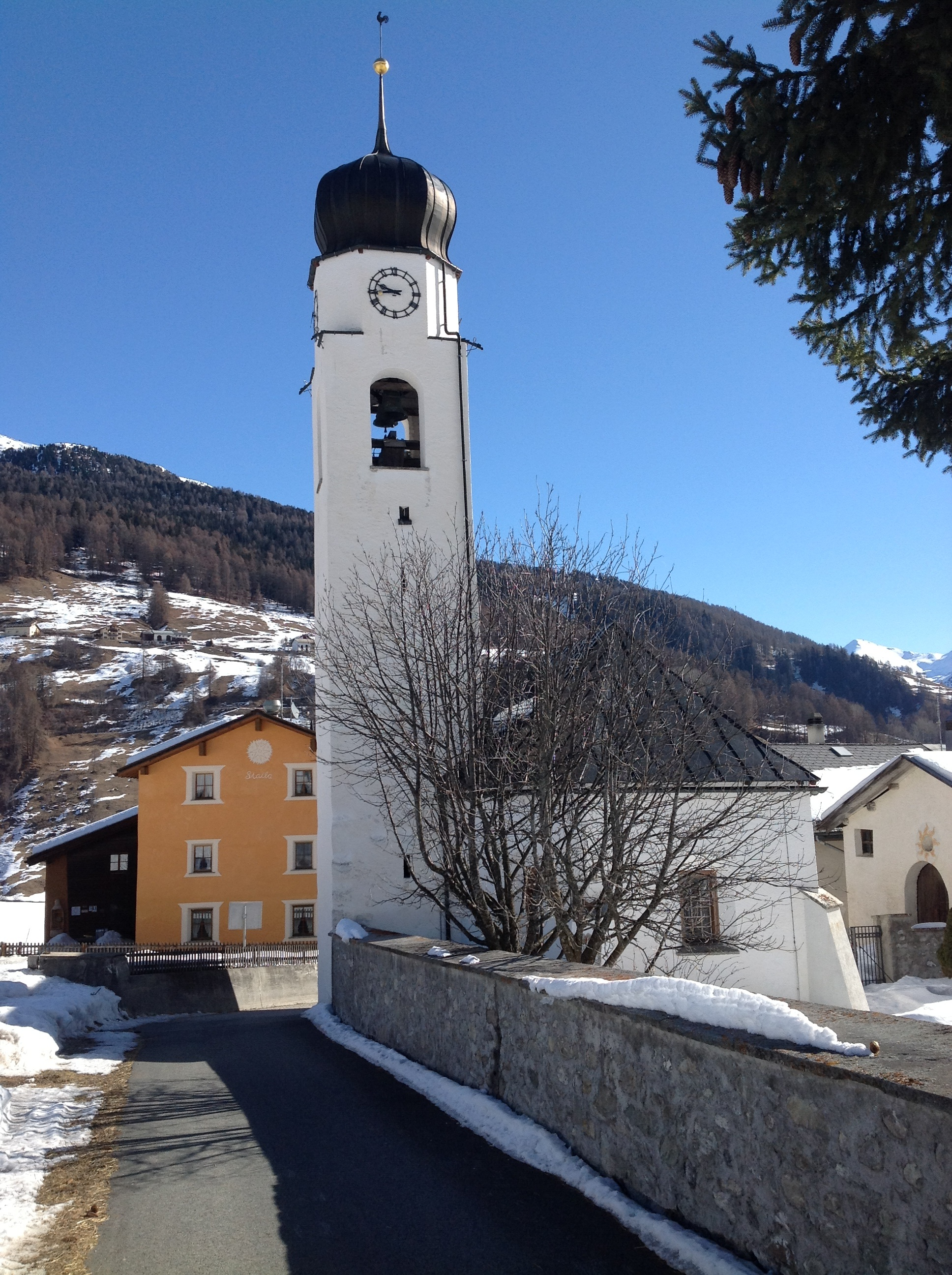
Aussenansicht

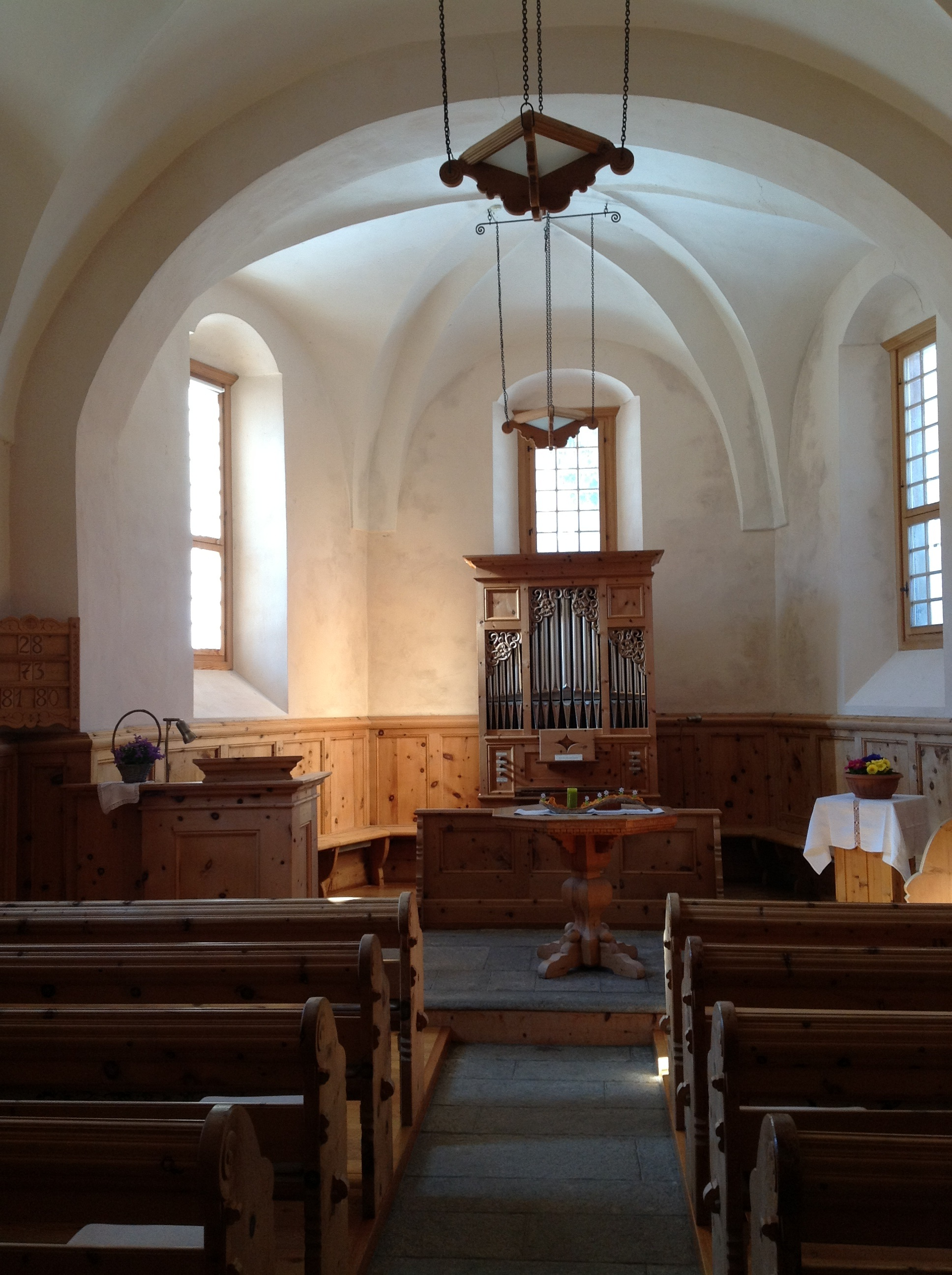
Innenraum

Die reformierte Kirche in Fuldera im Val Müstair ist ein evangelisch-reformiertes Gotteshaus unter dem Denkmalschutz des Kantons Graubünden. Die Kirche liegt inmitten des Dorfes und bietet 80 Personen Platz.

## Geschichte und Ausstattung
Die Kirche stand ursprünglich unter dem Patrozinium des heiligen Rochus. 1530 wandte sich das Dorf der Reformation zu. 1708 nach den Verwüstungen während der Bündner Wirren wurde die Kirche in ihrer heutigen Gestalt neu errichtet. Seit 1714 besass Fuldera einen eigenen Pfarrer. Von 1914 bis 1916 wirkte der Pfarrer und Schriftsteller William Wolfensberger in Fuldera und wohnte im dortigen Pfarrhaus.
Der dorfbildprägende Kirchturm trägt eine Zwiebelhaube, das Kirchenschiff ein Zeltdach. Das barockisierende Kircheninnere ist auf die zentral im Chor befindliche Orgel ausgerichtet. Die flach gehaltene Kanzel ohne Schalldeckel beschliesst den Chor linksseitig.

## Kirchliche Organisation
Die Evangelisch-reformierte Landeskirche Graubünden führt Fuldera als Predigtstätte der fusionierten Kirchgemeinde Val Müstair, in die die langjährige bisherige Pastorationsgemeinschaft des oberen Münstertals zusammen mit Tschierv und Lüsai-Lü 2013 aufging.

## Galerie

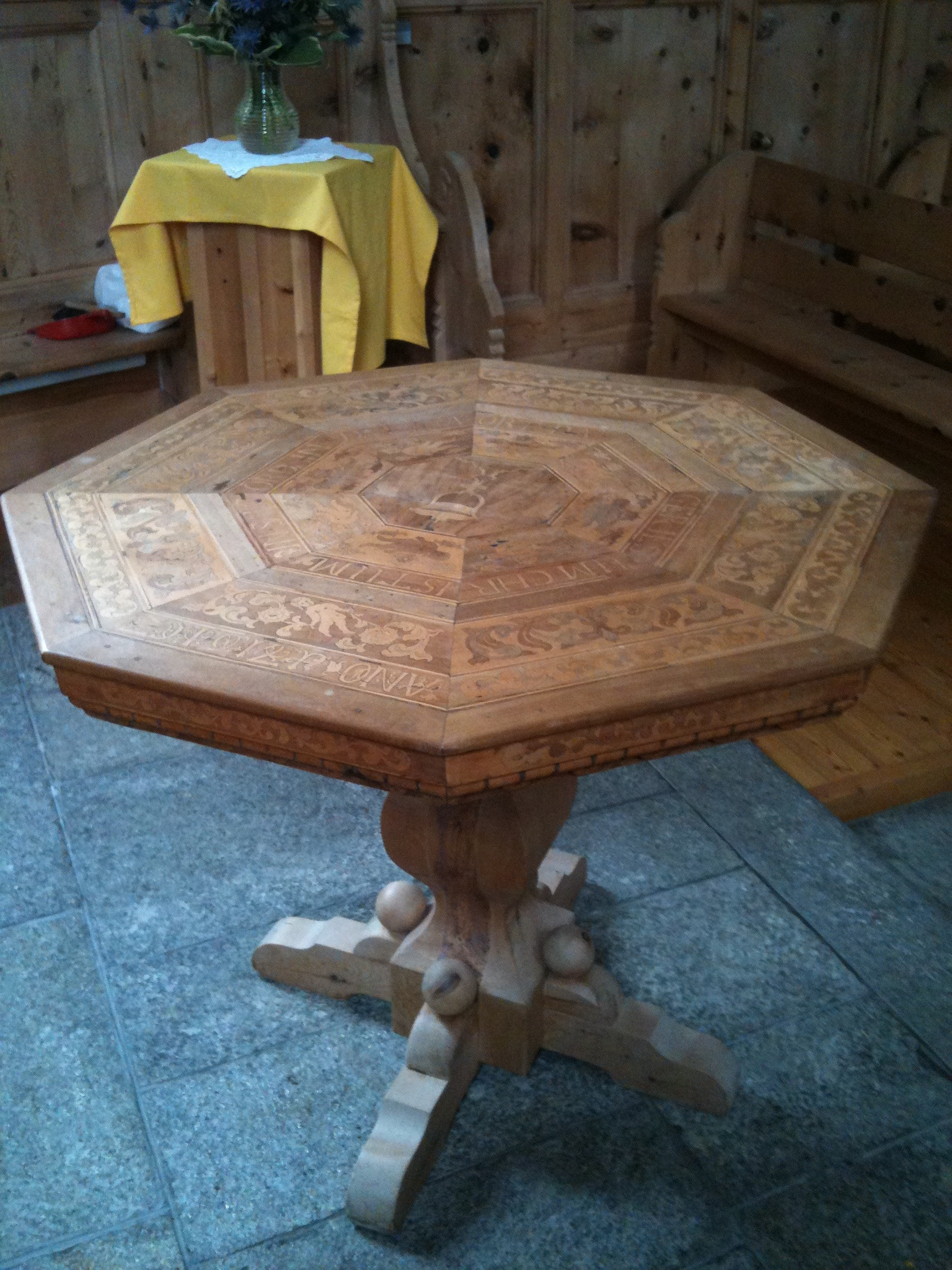
Tauf- und Abendmahlstisch
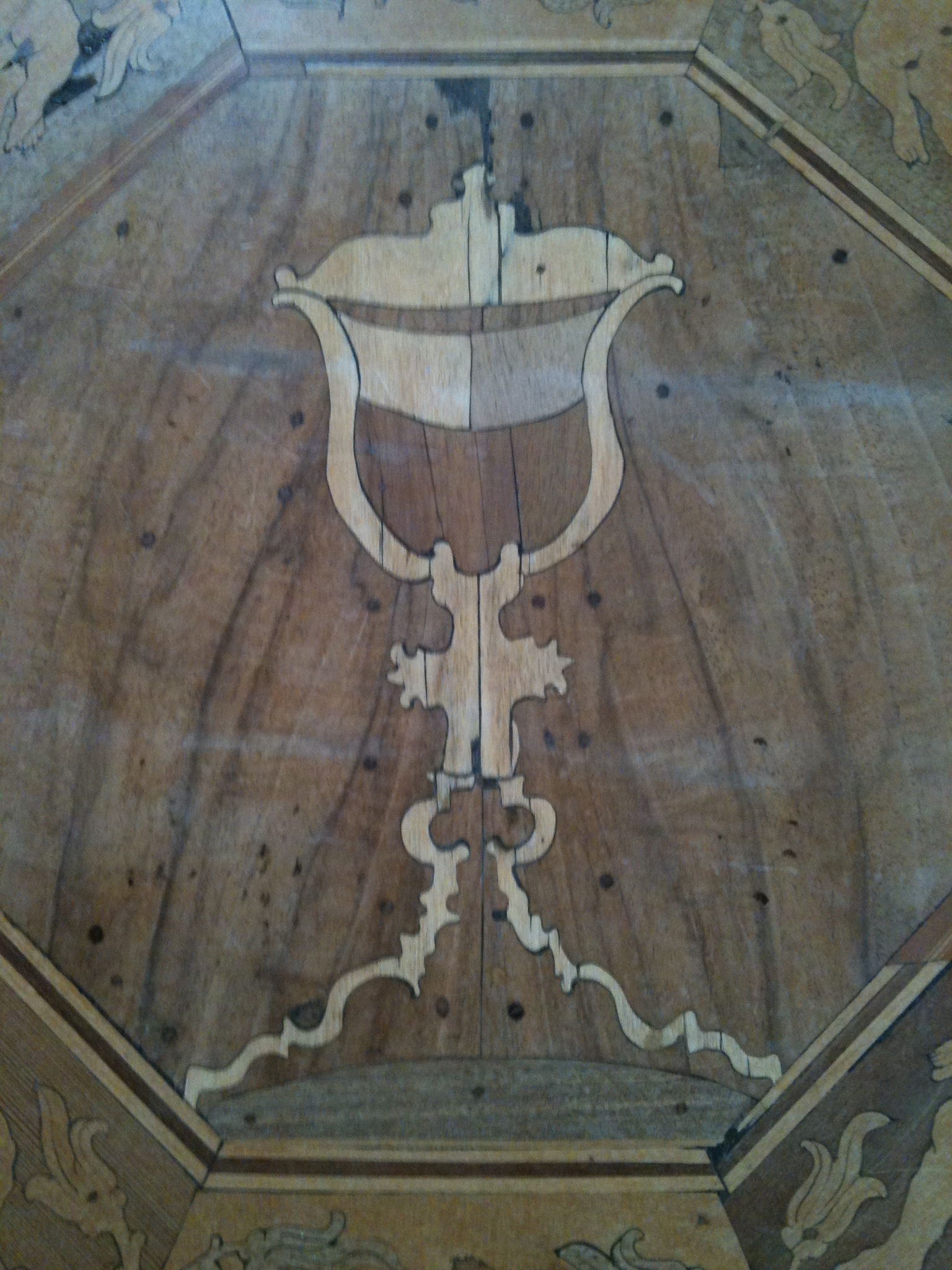
Kelchsymbol in der Mitte des Tisches
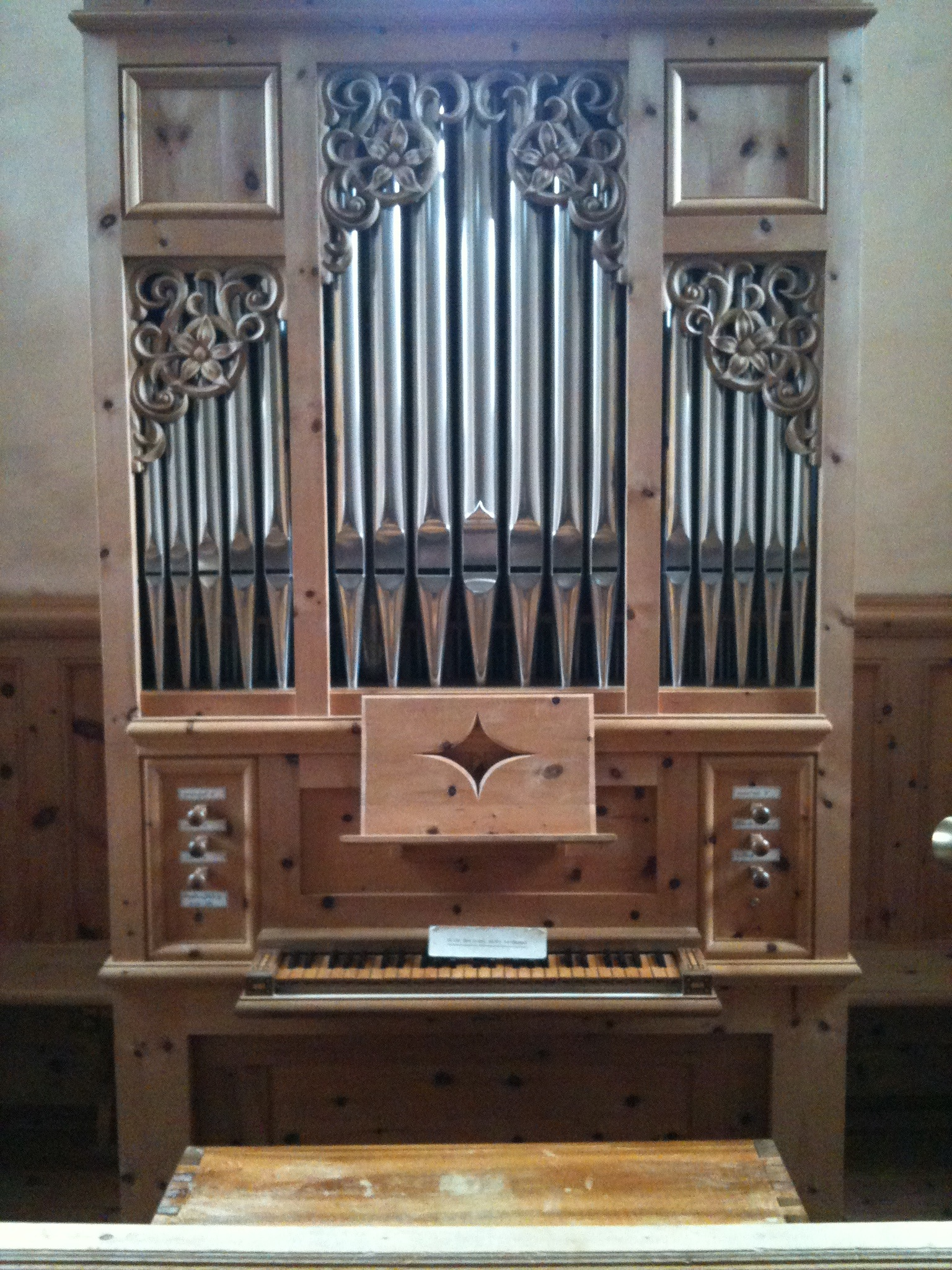
Orgel
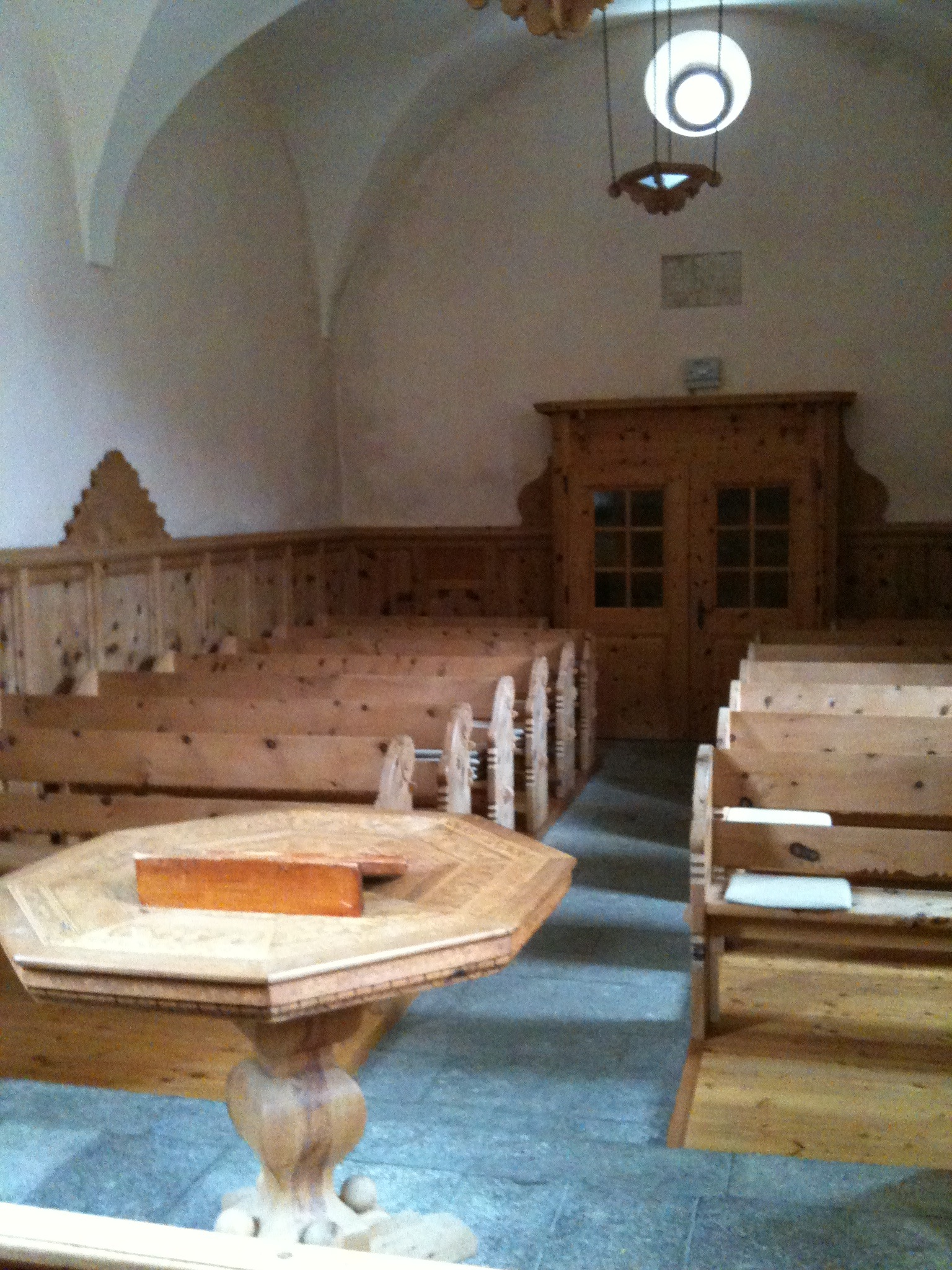
Blick vom Chor aus in den Kirchenraum
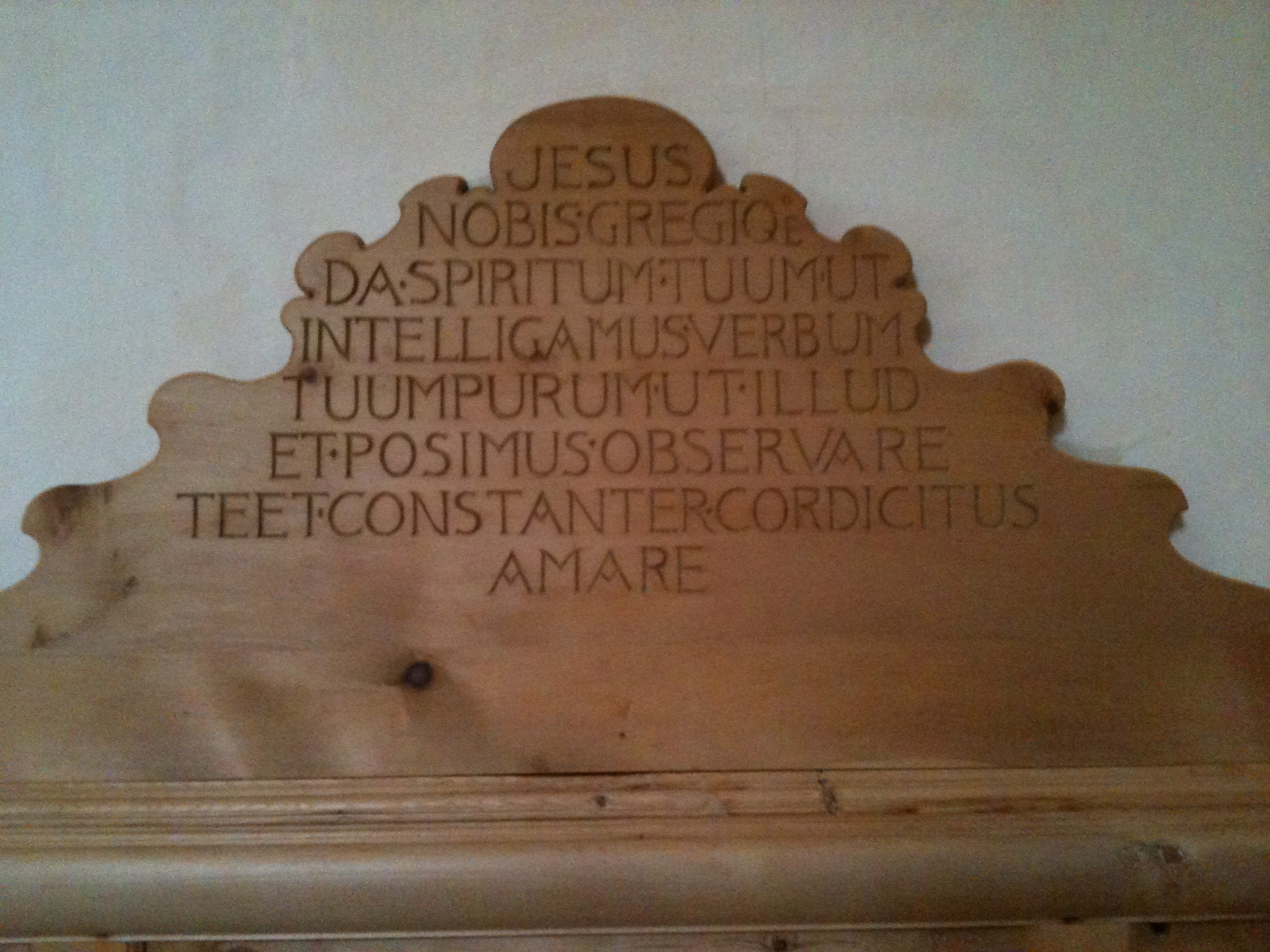
Lateinische Inschrift über der Holzverkleidung der Seitenwand bei den Sitzbänken
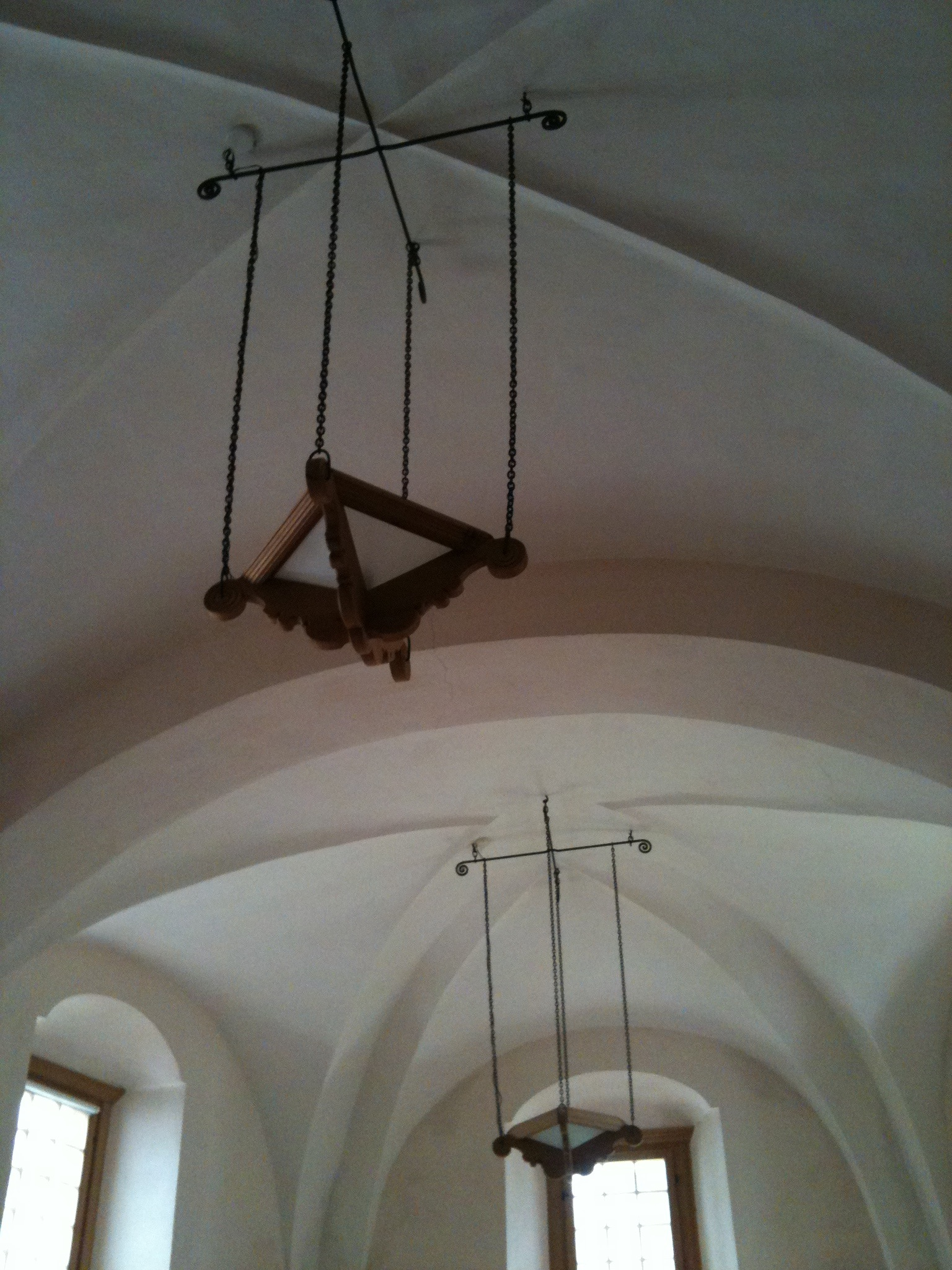
Deckengewölbe und Beleuchtungsvorrichtung
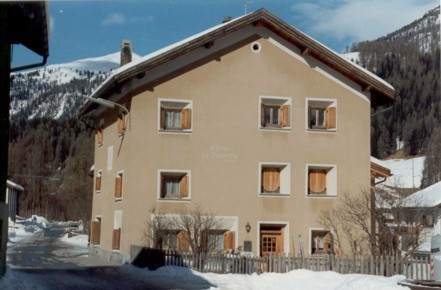
Das Pfarrhaus an der Hauptstrasse, in dem William Wolfensberger als Prediger der Dorfkirche wohnte